# Dante's Inferno: An Animated Epic
Pour plus de détails, voir Fiche technique et Distribution.
Dante's Inferno: An Animated Epic est un film japonais réalisé par Victor Cook, Mike Disa, Kim Sang-jin, Shukō Murase, Nam Jong-sik, Lee Seung-gyu et Yasuomi Umetsu, sorti en 2010 en direct-to-video. Il est basé sur le jeu vidéo Dante's Inferno.

## Fiche technique
- Titre : Dante's Inferno: An Animated Epic
- Réalisation : Victor Cook, Mike Disa, Kim Sang-jin, Shukō Murase, Nam Jong-sik, Lee Seung-gyu et Yasuomi Umetsu
- Scénario : Brandon Auman
- Musique : Christopher Tin
- Photographie : Eiji Arai et Kazuhiro Yamada
- Montage : Bill Chernega et John Hoyos
- Production : Joe Goyette, Chung Hyun, Tōru Kawaguchi, Kim Tae-soo, Jonathan Knight, Shinichirō Kobayashi, Takashi Kōchiyama, Cate Latchford, Cho Yongjoo et Mitsuhisa Ishikawa
- Société de production : Film Roman , Dong Woo Animation, Electronic Arts, JM Animation, Manglobe, Moi Animation Studio et Production I.G.
- Société de distribution : Anchor Bay Entertainment
- Pays :  Japon,  États-Unis et  Corée du Sud
- Genre : Animation, fantasy et horreur
- Durée : 84 minutes
- Dates de sortie : 
  - États-Unis : 9 février 2010
  - France : 20 mai 2010

## Distribution
- Graham McTavish (VF : Antoine Tomé) : Dante
- Vanessa Branch : Beatrice
- Steve Blum (VF : Jean-Bernard Guillard) : Lucifer
- Peter Jessop (VF : Gérard Rouzier) : Virgil
- Mark Hamill : Alighiero
- Victoria Tennant : Bella
- Bart McCarthy : Charon / Filippo Argenti
- Kevin Michael Richardson : le roi Minos / Phlegias
- JP Karliak : le Vengeur
- Tom Tate : Francesco
- J. Grant Albrecht : Farinata / Ciacco

## Accueil
Christopher Monfette pour IGN estime que le scénario du film est un échec.